# Écury-le-Repos

Écury-le-Repos este o comună în departamentul Marne, Franța. În 2009 avea o populație de 66 de locuitori.